# خيفانيات
الخَيْفَانِيَّات أو الخَيْفَانَات هي فصيلة حيوانات أولية طفيلية من طائفة المثقوبات وشعبة الديدان المسطحة، تتطفّل على الإنسان، وهي تشمل جنس الخيفانة .